# Göteve socken
Göteve socken i Västergötland ingick i Vilske härad, ingår sedan 1974 i Falköpings kommun och motsvarar från 2016 Göteve distrikt.
Socknens areal är 22,53 kvadratkilometer varav 22,20 land. År 2000 fanns här 261 invånare.  Sockenkyrkan Göteve kyrka ligger i socknen.

## Administrativ historik
Socknen har medeltida ursprung. Vid en tidpunkt efter 1546 införlivades Elins socken.
Vid kommunreformen 1862 övergick socknens ansvar för de kyrkliga frågorna till Göteve församling och för de borgerliga frågorna bildades Göteve landskommun. Landskommunen uppgick 1952 i Vilske landskommun som 1974 uppgick i Falköpings kommun. Församlingen uppgick 2006 i Floby församling.
Den 1 januari 2016 inrättades distriktet Göteve, med samma omfattning som församlingen hade 1999/2000.  
Socknen har tillhört län, fögderier, tingslag och domsagor enligt vad som beskrivs i artikeln Vilske härad. De indelta soldaterna tillhörde Skaraborgs regemente, Vilska kompani.

## Geografi
Göteve socken ligger sydväst om Falköping. Socknen är en del av Falbygden och är odlingsbygd med inslag av skog och mossar.

## Fornlämningar
I Göteve socken finns två säkra gånggrifter och ytterligare ett par stenkammargravar från stenåldern. Göteveringen är en vikingatida guldring som 1871 hittades i en gren av Lidan nära Saltkittlabron mellan byarna Kommevalla och Elin.

## Namnet
Namnet skrevs 1393 Götiwe och kommer från kyrkbyn. Efterleden innehåller vi, 'helig plats, kultplats'. Namnet har tolkats som 'götarnas helgedom'.